# الشطيبة
 الشطيبة (بالإنجليزية: CHTAIBA)‏ هي جماعة قروية تابعة لإقليم قلعة السراغنة ضمن جهة مراكش آسفي بالمغرب. بلغ مجموع عدد سكان الشطيبة  حسب إحصاءات 2004 حوالي 7874 نسمة يعيشون في 1246 أسرة.

## إحصاء عام
| السنة | عدد السكان | عدد الأسر | عدد الأجانب |
| ----- | ---------- | --------- | ----------- |
| 1994  | 7982       | 1170      | °°°°        |
| 2004  | 7874       | 1246      | 0           |

## دواوير الجماعة
قالب:اشطيبة-أولاد اسماعيل-لكوانة-الزاوية...